# Шрум
Шрум (њем. Schrum) општина је у њемачкој савезној држави Шлезвиг-Холштајн. Једно је од 115 општинских средишта округа Дитмаршен. Према процјени из 2010. у општини је живјело 82 становника. Посједује регионалну шифру (AGS) 1051104.

## Географски и демографски подаци
Шрум се налази у савезној држави Шлезвиг-Холштајн у округу Дитмаршен. Општина се налази на надморској висини од 79 метара. Површина општине износи 5,0 km². У самом мјесту је, према процјени из 2010. године, живјело 82 становника. Просјечна густина становништва износи 16 становника/km².